# Allisha Gray
Allisha Gray (Greenwood, 12 januari 1995) is een Amerikaans basketbalspeelster. Zij won met het Amerikaans 3x3-basketbalteam de gouden medaille tijdens de Olympische Zomerspelen 2020.
Gray speelde voor het team van de Universiteit van South Carolina, voordat zij in 2017 haar WNBA-debuut maakte bij de Dallas Wings. Sinds 2023 speelt ze voor de Atlanta Dream. Buiten de WNBA seizoenen speelde ze in Israël.
Tijdens de Olympische Zomerspelen 2020 in Tokio won ze olympisch goud door de Russische ploeg te verslaan in de finale met 18-15.

## Statistieken
| Seizoen | Team                | WG  | FG%  | FT%  | RPW | APW | SPW | BPW | PPW  |
| ------- | ------------------- | --- | ---- | ---- | --- | --- | --- | --- | ---- |
| 2017    | Dallas Wings        | 34  | .381 | .803 | 3.9 | 1.3 | 1.5 | 0.6 | 13.0 |
| 2018    | Dallas Wings        | 34  | .403 | .863 | 3.4 | 2.4 | 1.3 | 0.2 | 9.2  |
| 2019    | Dallas Wings        | 34  | .457 | .848 | 4.1 | 2.3 | 1.2 | 0.4 | 10.6 |
| 2020    | Dallas Wings        | 20  | .464 | .831 | 4.2 | 1.3 | 1.1 | 0.3 | 13.1 |
| 2021    | Dallas Wings        | 25  | .438 | .862 | 5.2 | 1.7 | 1.0 | 0.8 | 11.9 |
| 2022    | Dallas Wings        | 33  | .423 | .798 | 4.8 | 2.5 | 1.1 | 0.7 | 13.3 |
| Totaal  | 6 seizoenen, 1 team | 180 | .422 | .831 | 4.2 | 2.0 | 1.2 | 0.5 | 11.7 |

2020: Stefanie Dolson & Allisha Gray & Kelsey Plum & Jackie Young ·
2024: Svenja Brunckhorst, Sonja Greinacher, Elisa Mevius, Marie Reichert